# حاتم بن ابراهیم حامدی
حاتم بن ابراهیم حامدی  (؟ – ۱۶ محرّم ۵۹۶/ ۶ نوامبر ۱۱۹۹)  سومین داعی مطلق مُستَعلَوی طَیِّبی  در یمن بود. حاتم که از عشیرهٔ حامدی از قبایل بنی‌همدان یمن به‌شمار می‌رفت، در سال ۵۵۷ هجری قمری/۱۱۶۲ میلادی جانشین پدرش، ابراهیم بن حسین حامدی، در منصب داعی شد و تا زمان وفاتش در این مقام باقی ماند. افزون بر آن، او شاعری پرکار و نویسنده‌ای پُربار بود، به‌عنوان جنگاور نیز شناخته می‌شد. حاتم همچنین در گسترش دعوت طیبیه در یمن موفقیت بزرگی به‌دست آورد. در آغاز دورهٔ رهبری‌اش، تلاشی نافرجام برای تصرف صنعاء و برخی مناطق دیگر که تحت سلطهٔ علی بن حاتم یامی از خاندان همدانی بود، انجام داد. علی بن حاتم در آن نواحی دعوت حافظیه را ترویج می‌کرد. در نتیجه، داعی به ناحیهٔ حَراز عقب‌نشینی کرد؛ جایی که توانست شمار زیادی از ساکنان این منطقهٔ کوهستانی را از مذهب اسماعیلیهٔ حافظیه به اسماعیلیهٔ طیبیه بازگرداند. حاتم باقی عمر خود را وقف آموزش و نگارش کرد. آثار فراوانی به زبان عربی از او باقی مانده که از جملهٔ آن‌ها کتاب «المجالس و تحفة القلوب» است، گرچه بیشتر این نوشته‌ها اکنون در زمرهٔ آثار مفقود به‌شمار می‌روند.